# Marius Cayouette
 (mars 2022).
Si vous disposez d'ouvrages ou d'articles de référence ou si vous connaissez des sites web de qualité traitant du thème abordé ici, merci de compléter l'article en donnant les références utiles à sa vérifiabilité et en les liant à la section « Notes et références ».
Marius Cayouette, né le 3 novembre 1904 à Sainte-Justine de Dorchester, et mort le 16 mars 1985 à Québec, est un organiste, pianiste, compositeur et professeur de musique québécois.

## Biographie
Marius Cayouette est né le 3 novembre 1904 à Sainte-Justine de Dorchester, du mariage de Joseph-Alphonse Cayouette et d'Artémise Lapierre. Très tôt, celui-ci développa un certain goût pour la musique, puisque sa mère possédait une jolie voix et chantait, tant à l'église que lors de réunions familiales. Il commence son apprentissage musical au piano, à l'école paroissiale dirigée par les Sœurs de Notre-Dame-du-Perpétuel-Secours, auprès de sœur Sainte-Cécile. À l'automne 1918, il entre au Collège de Lévis et en plus de suivre ses cours réguliers, il étudie l'orgue et le piano avec l'abbé Alphonse Tardif et l'esthétique avec l'abbé Henri Raymond. Dû à son état de santé précaire, il doit abandonner ses études et quitte ainsi le Collège de Lévis en mai 1922.
Dès l'automne 1922, il s'installe à Québec, afin de poursuivre des études musicales en s'inscrivant à la toute nouvelle École de musique de l'Université Laval, fondée la même année. Il y reçoit alors l'enseignement d'Henri Gagnon (orgue et piano), Robert Talbot (écriture), ainsi que Joseph Turgeon (piano).
Parallèlement à ses études, il accepte, le 2 novembre 1924, un poste d'organiste titulaire en l'église de Saint-Grégoire de Montmorency. Il y restera en poste jusqu'à la fête de l'Immaculée Conception du 8 décembre 1974, soit pendant une période d'un peu plus de 50 ans. En 1949, il fondera la revue Saint-Grégoire, revue officielle de la Société des musiciens d'église de la province de Québec, qui sera en activité jusqu'en 1963.
Tout au long de sa longue carrière, il se vouera à défendre, promouvoir et illustrer la musique d'église, mais aussi l'orgue et le chant grégorien, particulièrement en tant que membre de la Commission diocésaine de musique sacrée. Étant tout autant intéressé à la facture d'orgue, Marius Cayouette fut consulté par différentes paroisses et communautés qui réclamaient ses conseils.
Également compositeur, on lui doit une quarantaine d'œuvres, quelques-unes pour voix seule avec accompagnement d'orgue ou piano. L'essentiel de ses compositions sont dédiées cependant, à l'orgue comme instrument soliste, et sont presque toutes inédites, à l'exception de l'« Hymne pascale », qui fut publiée dans Le Tombeau d'Henri Gagnon, en hommage à ce dernier et dont Marius Cayouette en a été l'instigateur.

## École de musique de l'Université Laval
Dès les débuts de sa fréquentation à l'École de musique, Marius Cayouette effectue du bénévolat auprès de Robert Talbot, le secrétaire de l'École. En 1932, on nomme ce dernier directeur et le 28 mars 1936, Marius Cayouette devient ainsi secrétaire-adjoint. C'est le 31 mai 1938 qu'il occupera officiellement le poste de secrétaire, en remplacement de Jean-Marie Beaudet. Il est par la suite nommé, le 29 avril 1940, professeur agrégé à la Faculté des Arts. C'est à partir de l'année 1948, qu'il sera professeur titulaire de l'Esthétique de la musique (Histoire de la musique), poste qu'il conservera jusqu'en 1952. Finalement, Lucien Brochu, directeur de l'École de musique, nommera Marius Cayouette comme directeur-adjoint en juin 1962. Il y sera jusqu'à sa retraite, le 1er juillet 1972.

## Facture d’orgues
S’intéressant à la facture d'orgue, Marius Cayouette fut consulté par différentes paroisses et communautés qui réclamaient ses conseils. En 1958, il fait affaire avec William Hill & Son and Norman & Beard Ltd. pour le devis de l’orgue dont il était titulaire, à l’église Saint-Grégoire de Montmorency. Il prépara aussi les devis de l’orgue Casavant de l’église Saint-Roch en 1943, de l’orgue Aeolian-Skinner du Conservatoire de Musique de Montréal en 1944 et de l’orgue Guilbault-Thérien de la Basilique de Québec en 1980.

## Ses œuvres
L'essentiel de ses compositions est encore inédit et sous restriction de reproduction, et ce jusqu'en 2036 (voir les restrictions du fonds Marius Cayouette à cet effet). Certaines de ces partitions se trouvent aussi dans le fonds Claude Lagacé, car ils étaient de bons amis et Marius a composé plusieurs pièces pour Claude,.
Beaucoup des compositions de Marius étaient faites pour certaines occasions ou pour certaines personnes, tel qu’écrit sur plusieurs partitions, comme les trois compositions faites pour son ami Claude Lagacé ou les nombreuses dédiées à des fêtes religieuses
Plusieurs autres personnes ont reçu des pièces de Marius, dont voici quelques noms :
- Sœur Marie-Fernande, faisant partie de la Congrégation des Sœurs Missionnaires de Notre Dame d’Afrique, ayant publié sa pièce Messe des « Filioli »
- Laurence Tibett du Metropolitan Opera lors de son passage au Palais Montcalm, dans la ville de Québec, le 3 décembre 1947[8]
- Robert Talbot, violoniste, compositeur et chef d’orchestre canadien, pour qui il avait fait du bénévolat en 1922 à l’Université Laval
- François-Xavier Nadeau, organiste à la basilique Sainte-Anne-de-Beaupré, à Québec[9]
- Mark Fairhead, travailllant pour le fabricant d’orgues Hill, Norman & Beard, avec qui il a participé pour créer un orgue etc.[10]
- L’abbé Antoine Bouchard, organiste réputé et membre fondateur des Amis de l’Orgue de Québec[11]
- Donat Demers, fondateur et directeur de la Chorale d’Aubigny et, entre autres, président de l’orchestre symphonique de Québec

Plusieurs pièces de Marius Cayouette sont en souvenir de certaines personnes décédées, le plus connu étant Henri Gagnon avec l’Hymne Pascal, mais il y a aussi :
- Paul Marcilly, 1890 à 1982, titulaire de l’orgue de l’église Notre-Dame-d’Auteuil[12]
- Harris W. Soule, un auteur américain décédé en 1971[13]

### Œuvres éditées
- Hymne Pascal, publié Le Tombeau d’Henri Gagnon en 1987[5]
- Complément pour Noël, publié dans Supplément à la revue Saint-Grégoire en 1950[14]
- Messe des « Filioli », publié par Srs Miss. de N.D. d’Afrique en 1965[15]
- Ave Maria, publié dans Chants religieux pour la célébration du Mariage par l’abbé Jules Rancourt en 1938[16]

### Œuvres non éditées

#### Orgue seul
- Verset sur un cantique à la Sainte Vierge (1935)[3]
- Prélude (1939)[3]
- Petite suite pour Noël (1940)[3],[7]
- Paraphrase de l’Ave Maris Stella (1944)[3]
- Deux Miniatures (B) 2. Chantez, chantez Joseph (1948)[3]
- Prélude (1950)[3]{
- Prélude sur « Adorate » (1953)[3]
- Ex Voto (1956)[3]
- Enluminure (1957)[3]
- Antiphonie (1959)[3]
- Deux Miniatures (A) 1. Pour la messe de Minuit à Noël (1959)[3]
- Pour faire suite au chant de l’offertoire (1959)[3],[7]
- Deux Miniatures (A) 2. Pour la messe de Pâques (1971)[3]
- Cinq anciennes pour Noël (date inconnue)[3]
- Cor Mariae (date inconnue)[3]
- Supplique (Salve Regina) (date inconnue)[3]
- Magnificat (date inconnue)[3]
- Vêpres (Assomption) (date inconnue)[3]

#### Chœur mixte à quatre voix
- A la volette (1946)[3]
- Prière pour le Pape (1966)[3]
- Cantique à Notre-Dame du Sacré Cœur (date inconnue)[3]
- Credo (date inconnue)[3]
- Dominica X port Pentecosteu (date inconnue)[3]
- Alleluia (date inconnue)[3]

#### Voix seule et piano
- Kissing’s no sin (1932)[3]
- Poème Japonais (1932)[3]
- Why is night (date inconnue)[3]

#### Voix seule
- M’en fus à la fontaine (1930)[3]
- Petit oiseau, charmant rossignol (1930)[3]>

- Ave Maris Stella (date inconnue)[3]

#### Chœur mixte à 6 voix
- Tantum Ergo (1936)[3]
- Salutaris (1936)[3]

#### Voix et orgue
- Catulle Mendes, J’ai chanté comme Chérubin (1932)[3]
- Cantique à Sainte-Anne (1937)[3]
- Ecce Sacerdos Magnus (1962)[3]

#### Piano solo
- Berceuse (1933)[3]